# Osownica (Białoruś)
Osownica (biał. Асаўніца, Asaunica; ros. Осовница, Osownica) – wieś na Białorusi, w obwodzie brzeskim, w rejonie janowskim, w sielsowiecie Mołodów, nad Jasiołdą.
Znajduje się tu punkt pomiarowy Południka Struvego, w 2005 wpisany na listę światowego dziedzictwa UNESCO.

## Historia
W XIX i w początkach XX w. wieś i folwark położone w Rosji, w guberni grodzieńskiej, w powiecie kobryńskim. Wieś była siedzibą zarządu gminy Osownica. Folwark był własnością Kurzenieckich.
W dwudziestoleciu międzywojennym leżała w Polsce, w województwie poleskim, w powiecie drohickim, w gminie Motol. W 1921 miejscowość liczyła 469 mieszkańców, zamieszkałych w 126 budynkach, w tym 432 tutejszych i 37 Polaków. 460 mieszkańców było wyznania prawosławnego i 9 rzymskokatolickiego.
Po II wojnie światowej w granicach Związku Sowieckiego. Od 1991 w niepodległej Białorusi.